# アマリー・アリーナ
アマリー・アリーナ（英語：Amalie Arena）はフロリダ州タンパにある屋内競技場。

## 概要
1996年にアイス・パレスとして開場。NHLのタンパベイ・ライトニング、AFLのタンパベイ・ストームの本拠地として使用されているほか、NBAのトロント・ラプターズが2020-21シーズン限りで使用しており、2008年のNCAA女子バスケットボールトーナメントのファイナル・フォーが行われた。2002年にセントピーターズバーグ・タイムズが命名権を取得し、「セントピート・タイムズ・フォーラム」と呼ばれていた。2011年12月にセントピーターズバーグ・タイムズがタンパベイ・タイムズに改称し、タンパベイ・タイムズ・フォーラムとなった。2014年9月に地元の石油会社であるアマリー・オイルが取得し、アマリー・アリーナの名称となった。2025年8月13日ベンチマーク・インターナショナルが新たに取得

また、プロレスのWWFではサバイバー・シリーズが2000年に開催された。